# Милошево (Челинац)
Милошево је насељено мјесто у општини Челинац, Република Српска, БиХ. Према попису становништва из 1991. у насељу је живјело 359 становника.

## Географија
Милошево се састоји од четири засеока: Драгојевићи, Марјановићи, Долина и Џомбе. Налази се на граници општине Челинац у правцу Бањалуке. Милошево је садашњи назив добило по Милошу Дујићу.

## Историја
У Милошеву се налазе остаци средњовјековног града Змајевца. На Чобанском потоку се раније налазило седам воденица, а сада једна.

## Образовање
Насеље има једну основну школу.

## Обичаји
У Милошеву се налази локација „Маслиште“ гдје се према старим обичајима Срба овога краја на „бијели петак“ у јуну износила храна као понуда за боље усјеве. Раније су се одржавали обичаји паљења петровских машала и масла, а сада се одржава само вјерска служба коју одржава свештеник Српске православне цркве.

## Становништво
| Демографија | Демографија | Демографија |
| Година      | Становника  | Становника  |
| ----------- | ----------- | ----------- |
| 1991.       | 359         |             |

### Презимена
Најчешћа српска презимена у Милошеву су Марјановић, Драгојевић, Миловка, Слијепчевић, Пајић, Џомбић, Божић, Милинковић и Предић.

## Познате личности
- Јевто Дујић, српски хајдук (1836-1936)
- Милош Дијић, народни херој Југославије